# Aditi Mutatkar
Aditi Ajay Mutatkar (* 6. Oktober 1987 in Gwalior, Madhya Pradesh) ist eine indische Badmintonspielerin. 

## Karriere
Aditi Mutatkar belegte sowohl bei den Bitburger Open 2008 als auch beim India Open Grand Prix 2009 Platz zwei im Dameneinzel. Bei der Badminton-Asienmeisterschaft 2010 wurde sie Fünfte im Einzel. Ebenfalls 2010 belegte sie Platz fünf bei den Commonwealth Games im Dameneinzel und gewann Silber mit dem indischen Team.

## Sportliche Erfolge
| Saison | Veranstaltung      | Disziplin   | Platz | Name           |
| ------ | ------------------ | ----------- | ----- | -------------- |
| 2008   | Bitburger Open     | Dameneinzel | 2     | Aditi Mutatkar |
| 2009   | Indian Grand Prix  | Dameneinzel | 2     | Aditi Mutatkar |
| 2010   | Asienmeisterschaft | Dameneinzel | 5     | Aditi Mutatkar |
| 2010   | Commonwealth Games | Dameneinzel | 5     | Aditi Mutatkar |
| 2010   | Commonwealth Games | Team        | 2     | Indien         |
| 2010   | Uber Cup           | Damenteam   | 5     | Indien         |